# République socialiste de Croatie
Pour les articles homonymes, voir Croatie (homonymie).
1943–1991
Entités précédentes :
- Royaume de Yougoslavie (Banovine de Croatie) (1941)
- État indépendant de Croatie (1945)
- Royaume d'Italie (1946)
- Territoire libre de Trieste (1954)

Entités suivantes :
- République de Croatie
- République serbe de Krajina

(1) Croate sous le nom de croate (1963-1974), (1989-)
 (1974-1989, serbo-croate sous le nom de "croate" ou "serbe",
La république socialiste de Croatie était l'une des six républiques fédérées de la république fédérative populaire de Yougoslavie (de 1945 à 1963), puis de la république fédérative socialiste de Yougoslavie (de 1963 à 1991). Son territoire correspond à l'actuelle république de Croatie.

## Symboles
La Croatie utilisa pendant la période communiste, deux drapeaux et deux emblèmes, puis de son changement de nom en 1990 jusqu'à son indépendance la Croatie restaura son drapeau et son blason traditionnels :

Drapeau de l'État fédéral de Croatie pendant la Seconde Guerre mondiale (1943-1945).
Emblème de l'État fédéral de Croatie pendant la Seconde Guerre mondiale (1943-1945).
Drapeau de  la république socialiste de Croatie (1945-1990).
Emblème de république socialiste de Croatie (1945-1990).
Drapeau de la république de Croatie (1990).
Emblème de la république de Croatie (1990).

## Politique

### Au sein de la Yougoslavie de Tito
La république populaire de Croatie devint l’une des six composantes de la république fédérative populaire de Yougoslavie, créée le 29 novembre 1945 et par dirigée le communiste d’origine croate Josip Broz, dit Tito.
En 1946 eut lieu le procès du cardinal Stepinac, partisan de l’indépendance de l’Église catholique croate vis-à-vis du PC dirigé par Tito. En 1948, Andrija Hebrang, résistant et leader communiste croate limogé après la guerre par Tito, mourut en détention à Belgrade de manière suspecte. Favorable dès 1937 à l’établissement d’une Croatie communiste indépendante, Hebrang était devenu gênant dès 1944, notamment car il prônait alors un rapprochement avec le parti paysan et défendait l’identité Croate face au centralisme de Belgrade.
Le pays suivit une phase de reconstruction après la Seconde Guerre mondiale, s'industrialisant et commençant à développer le tourisme. Les entreprises sont nationalisées, l'expérience auto-gestionnaire lancée en 1950 et l'économie planifiée selon un socialisme de marché. 
Tito, lui-même Croate par son père (sa mère était slovène), s'arrange pour mener une politique évitant le conflit entre les ambitions nationales croates et serbes. Toutefois, il adopta une politique prudemment élaborée pour gérer les ambitions nationalistes conflictuelles des deux nations : le nationalisme de chaque côté est réprimé. Avec la Constitution du 7 avril 1963, la RFPY devint la république fédérative socialiste de Yougoslavie (RFSY) et la république populaire de Croatie céda la place à la république socialiste de Croatie. Cette nouvelle constitution équilibra les pouvoirs dans le pays entre les Croates et les Serbes et atténua le fait que les Croates furent encore minoritaires. Les Croates participent à la politique de l'État au plus haut niveau : cinq des neuf premiers ministres de la république fédérative socialiste de Yougoslavie furent des Croates. Les Serbes, quant à eux, dominent les services secrets et l'armée : la plupart des généraux de l'Armée populaire yougoslave furent soit Serbes, soit Monténégrins.
Alors que la Serbie jouait un rôle de plus en plus prépondérant dans les structures fédérales yougoslaves, Aleksandar Ranković — patron des services secrets et chef de file des partisans de l’hégémonie serbe — fut limogé par Tito en 1966. Il fut le principal maître-d’œuvre de deux décennies de répression face à toute manifestation identitaire au sein de la Yougoslavie. Une Déclaration sur l’identité propre de la « langue littéraire croate » fut faite par des Croates nationalistes en 1967. La fin des années 1960 correspondit à un certain assouplissement de l’activité anti-nationaliste de la UDB-a, la police politique yougoslave. On assiste à un renouveau de l’activité culturelle en Croatie. Ces évolutions conduisent au Printemps croate de 1970-1971, quand des étudiants à Zagreb organisent des manifestations pour revendiquer plus de libertés civiles et une plus grande autonomie pour la Croatie. Ce mouvement fut appuyé en silence par plusieurs membres croates du Parti communiste. À la suite de grèves générales des étudiants et des ouvriers croates réclamant davantage de libertés, Tito limoge la direction communiste croate (Dabcevic-Kucar et Tripalo) en raison de ses élans réformateurs et brise brutalement le mouvement du « Printemps croate ». De nombreux intellectuels, étudiants ou journalistes sont emprisonnés, victimes de purges massives. Parmi eux, Budisa, Djodan, Gotovac, Mesić, Tudjman, Veselica, mais aussi Dabcević-Kucar et Tripalo, figures les plus éminentes de la contestation, lesquelles reviennent vingt ans plus tard sur le devant de la scène politique, lorsque la Croatie accède à l’indépendance. Le régime réprime les manifestations et incarcéra les meneurs, mais le mouvement amène, néanmoins, à la ratification d'une nouvelle constitution, en 1974, accordant davantage de droits aux républiques fédérées. Dans son préambule, elle réaffirme notamment leurs droits issus de la Libération et en premier lieu celui à "l’autodétermination jusqu’à la sécession".

#### Les conséquences de la mort de Tito
Josip Broz, dit Tito, fondateur de la deuxième Yougoslavie - fédérale et socialiste - décéda le 4 mai 1980. Une présidence collégiale à rotation annuelle fut mise en place, permettant à chaque entité fédérée d’accéder à la tête de l’État. Les difficultés politiques et économiques commencent à croître et le gouvernement fédéral à s'effriter.
Les tensions ethniques sont croissantes et ont pour conséquence de mettre fin à l'existence de la Yougoslavie. La crise montante au Kosovo, le mémorandum nationaliste de l'Académie serbe des sciences et des arts, la montée de Slobodan Milošević comme dirigeant de la Serbie,et d'autres événements provoquent des réactions très négatives en Croatie. Les divisions, vieilles de cinquante ans, refont surface, et les Croates expriment de plus en plus leurs sentiments nationalistes et leur opposition au régime de Belgrade.
La crise au Kosovo et l'émergence de Slobodan Milošević en Serbie en 1986 provoquent des réactions très négatives en Croatie et en Slovénie. 
1986 - Rédaction du « Mémorandum » de l’Académie serbe des Sciences et des Arts dans la droite lignée des programmes expansionnistes grand-serbes, tels « Nacertanije » [le Plan] (Garasanin, 1844), « Jusqu’à l’extermination » (Stojanovic, 1902), « l’expulsion des Arnaoutes » (Cubrilovic, 1937) ou « la Serbie homogène » (Moljevic, 1941). Véritable texte programmatique d'une nouvelle politique panserbe, il sert de base théorique à l’action politique belliciste du leader serbe, Slobodan Milosevic, qui parvient au pouvoir l’année suivante. Il porte en germe les causes de la dislocation yougoslave et de l’agression armée serbe. Alors que les Serbes ne représentent que 36 % de la population, le Mémorandum prône le contrôle des deux tiers de la Yougoslavie par la Serbie. Or même dans de telles frontières, les Serbes ne constitueraient toujours pas la majorité de la population.
La fédération était prospère jusqu'à la chute du communisme, et la Croatie était la deuxième plus riche des six républiques, derrière la Slovénie. Toutefois, probablement à cause de la fin imminente de la Guerre froide et de tous les bénéfices subtils que la Yougoslavie en tirait, l'inflation explose. Le dernier premier ministre fédéral, Ante Marković, un Croate, passe deux années à appliquer différentes réformes économiques et politiques. Les efforts de son gouvernement sont couronnés de succès en apparence, mais finissent par échouer.
1990 - Refusant les décisions de Milosevic, les délégués slovènes et leurs homologues croates, emmenés par Ivica Racan, claquent la porte du XIVe congrès de la Ligue communiste yougoslave au mois de janvier. En avril et mai, les premières élections législatives libres tenues en Croatie depuis l’entre-deux-guerres voient la défaite du PC et la victoire du HDZ (centre-droit) de Franjo Tudjman. Ancien général de Tito entré en dissidence depuis les années 1960, il est élu le 30 mai président de la République par le Sabor, désormais restauré et pluraliste.
À la mi-août, des groupes séparatistes serbes, soutenus et armés par Belgrade et bénéficiant de l'appui logistique des unités de l’armée yougoslave stationnées sur place, coupent la Croatie en deux, en dressant des barricades dans les environs de Knin ainsi que dans d’autres régions où la minorité serbe (12 % de la population de la Croatie en 1991) est majoritaire ou simplement importante.
Dès septembre, ils proclament « l’autonomie » des territoires qu’ils contrôlent en Croatie et commettent les premiers actes de terrorisme. Le 22 décembre, le Sabor adopte la nouvelle Constitution croate qui, à l'instar de celle de la république socialiste de Croatie, prévoit également la possibilité de recourir à l’indépendance.

### La nouvelle politique constitutionnelle
En 1990, lors du 14e Congrès de la Ligue des communistes de Yougoslavie, la délégation serbe dirigée par Slobodan Milošević insiste pour passer de la politique constitutionnelle de 1974, qui accordait le pouvoir aux républiques, à une nouvelle politique de « une personne, un vote », qui ferait basculer le pouvoir aux mains de la population majoritaire, c'est-à-dire les Serbes. En réponse, les délégations slovène et croate (dirigées respectivement par Milan Kučan et Ivica Račan) quittent le Congrès en guise de protestation, ce qui marque l'apogée d'une division au sein du parti au pouvoir.
Les Serbes, qui constituent 12 % de la population de Croatie, rejettent l'idée de la séparation de la Yougoslavie. Les hommes politiques serbes craignent la perte de l'influence dont ils jouissaient par leur appartenance à la Ligue des communistes de Croatie (dénoncée comme disproportionnée par les Croates). Les souvenirs de la Seconde Guerre mondiale sont manipulés et exploités par le régime, de plus en plus militant, de Milošević à Belgrade.
À mesure que Milošević et sa « clique » profitent de la vague de nationalisme serbe à travers la Yougoslavie, parlant de combat contre la Serbie, le dirigeant croate émergent, Franjo Tuđman, évoque l'idée de faire de la Croatie un État-nation. L'utilisation des grands médias permet la diffusion rapide de la propagande favorisant le chauvinisme, suscitant le sentiment de peur et créant un climat de tension important.
En mars 1990, l'Armée populaire yougoslave se réunit avec la présidence de Yougoslavie (un conseil composé de 8 membres représentant les six républiques et les deux provinces autonomes) et tente de la convaincre de proclamer l'état d'urgence qui permettrait à l'armée de prendre le contrôle du pays. Les représentants de la Croatie (Stipe Mesić), de la Slovénie (Janez Drnovšek), de la Macédoine (Vasil Tupurkovski) et de la Bosnie-Herzégovine (Bogić Bogićević) votent contre. Les autres votent en faveur ; l'égalité du suffrage retarde quelque peu l'escalade.

## Économie et société
Sous le nouveau système communiste, toute propriété privée est nationalisée. En conséquence, les anciens riches propriétaires fonciers ainsi que l'Église catholique en Croatie perdent des quantités énormes de richesses. Le pays traverse un processus majeur de reconstruction afin de se rétablir de la Seconde Guerre mondiale. Un phénomène notable durant ce processus sont les travaux publics bénévoles qui rallient les jeunes pour la construction de routes et d'autres installations publiques.
L'économie évolue en un type de socialisme appelé « auto-gestion » (samoupravljanje), où les travailleurs avaient droit à une part des profits des entreprises gérées par l'État. Ce socialisme de marché permet de meilleures conditions économiques que dans les pays du bloc communiste. La Croatie connaît une importante industrialisation dans les années 1960 et 1970, et le bassin industriel de Zagreb rattrape et dépasse même celui de Belgrade. Les usines et autres organisations portent souvent le nom de Partisans qui sont déclarés Héros du Peuple. En même temps la côte Adriatique croate redevient une populaire destination touristique.

### Sources
- (en) Cet article est partiellement ou en totalité issu de l’article de Wikipédia en anglais intitulé « Croatia in the second Yugoslavia » (voir la liste des auteurs).